# Lista över offentlig konst i Filipstads kommun
Lista över offentlig konst i Filipstads kommun är en ofullständig förteckning över permanent utomhusplacerad offentlig konst i Filipstads kommun.
| Titel            | Konstnär(er)       | Årtal | Beskrivning                                                       | Typ - material              | Plats Koordinater               | Bild             |
| ---------------- | ------------------ | ----- | ----------------------------------------------------------------- | --------------------------- | ------------------------------- | ---------------- |
| Ferlin på bänken | Karl Göte Bejemark | 1975  |                                                                   | skulptur - Brons            | Stora torget 59.7124, 14.1674   | Ferlin på bänken |
| Ärepelaren       | Erik Brandt        | 1995  |                                                                   | skulptur och fontän - Brons | Stora torget 59.7126, 14.16798  | Ärepelaren       |
| Kid              | Arvid Knöppel      | 1995  | Konstnären har en stor mängd djur i brons utställda över Värmland | skulptur - Brons            | Stora torget 59.71242, 14.16849 | Kid              |
| Gunde Johansson  | Henny Kortenoeven  | 2011  |                                                                   | skulptur - Brons            | Stadsparken 59.71239, 14.16576  | Gunde Johansson  |